# جوزيف موريتي
جوزيف موريتي (بالألمانية: Joseph Moretti)‏ هو مساح أراضي ومهندس معماري ألماني، ولد في القرن الثامن عشر في ميلانو في إيطاليا، وتوفي في 1 مايو 1793 في آخن في ألمانيا.